# Kangaroo (jeu vidéo)
 (août 2015).
Si vous disposez d'ouvrages ou d'articles de référence ou si vous connaissez des sites web de qualité traitant du thème abordé ici, merci de compléter l'article en donnant les références utiles à sa vérifiabilité et en les liant à la section « Notes et références ».
Kangaroo (カンガルー, Kangaruu, littéralement Kangourou) est un jeu vidéo sorti en 1982 en arcade, puis adapté sur plusieurs consoles, situé entre le jeu de plate-formes et le beat them up. Il est développé par Sunsoft, sous la direction de Shigeru Miyamoto et est distribué par Atari.
Dans ce jeu, un kangourou monte des plateformes et boxe avec des singes qui lui envoient des objets et un gorille qui boxe également.
Il reprend quelques éléments de Donkey Kong (1981) et Popeye (1982) du même auteur.